# Repulsion
Repulsion (česky znamená odpor, averze) je legendární americká metalová kapela založená v roce 1986 ve Flintu v Michiganu (předtím její členové hráli ve skupině Genocide). Hrála extrémní death metal a je zároveň jednou z několika kapel, které stály u zrodu žánru grindcore. Byla ovlivněná metalovými tělesy jako Celtic Frost, Hellhammer, Slayer, Slaughter a Discharge. Členové kapely chvíli spolupracovali s Chuckem Schuldinerem, frontmanem kultovní skupiny Death.
Skladby od Repulsion hrálo nemálo kapel jako coververze, např. Entombed, Napalm Death, Impaled, Pig Destroyer a další.
V roce 1986 bylo nahráno demo Slaughter of the Innocent, které bylo v roce 1989 vydáno jako album s názvem Horrified.

## Historie
Kapela Repulsion vznikla v roce 1986 v americkém městě Flint, dříve hráli její členové pod názvem Genocide. Základní sestava zněla: Scott Carlson (vokály, baskytara), Aaron Freeman (kytara), Matt Olivo (kytara) and Dave Grave (bicí). V roce 1986 vyšlo ještě pod názvem Genocide demo Stench of Burning Death. Bestiální zvuk, který produkovali na tomto demu a také v klubech v USA, předběhl svou dobu, byl i mimo rámec rodícího se death metalu. Dosud neslýchaná ďábelská hudba s ultrarychlými bicími, hororové texty - tím vším se kapela prezentovala. Demo bylo nadšeně přijato v undergroundu. Začínal se formovat styl, který se dnes nazývá grindcore. Frontman skupiny Death Chuck Schuldiner (který se právě vrátil z Kanady, kde se pokoušel založit spolupráci se Slaughter) požádal Scotta a Matta, zda by nepřijeli na Floridu a nestali se členy jeho kapely. Oba souhlasili a Repulsion tak šel na chvíli k ledu. Koncem roku 1986 se vrátili do Michiganu (zatímco Chuck odcestoval do San Francisca v Kalifornii) a opět pokračovali s Repulsion.
Roku 1986 bylo nahráno demo Slaughter of the Innocent. Skupina pro rostoucí popularitu přikročila ke změně názvu na Repulsion (aby nedocházelo k záměně s jinými stejnojmennými kapelami). Nahrávka byla vydána v roce 1989 jako album s názvem Horrified firmičkou Necrosis Records čerstvě založenou Billem Steerem a Jeffrey Walkerem, členy britské kapely Carcass. LP dosáhlo vysoké popularity a kapela pokračovala v tvorbě a příležitostném koncertování. V roce 1993 se skupina rozpadla.

## Diskografie

### Genocide
Demo nahrávky
- Toxic Metal (1984)
- Violent Death (1985)
- The Stench of Burning Death (1986)

### Repulsion
Demo nahrávky
- Slaughter of the Innocent (1986)
- Rebirth (1991)
- Final Demo (1991)

Alba
- Horrified (1989)

Singly
- Excruciation (1991)